# Adam Žampa
Adam Žampa (Vysoké Tatry, 13 settembre 1990) è uno sciatore alpino slovacco.

## Biografia

### Stagioni 2006-2013
Žampa, originario di Starý Smokovec di Vysoké Tatry e fratello di Andreas e Teo, a loro volta sciatori alpini, ha debuttato nel Circo bianco il 12 dicembre 2005 disputando uno slalom gigante valido ai fini del punteggio FIS a Bormio, giungendo 92º. Ha esordito ai Campionati mondiali a Val-d'Isère 2009, dove ha ottenuto il 21º posto nello slalom speciale, e in Coppa Europa il 9 novembre 2009 a Reiteralm, piazzandosi 81º in supergigante. Ha partecipato per la prima volta a una gara valida per la Coppa del Mondo il 14 novembre 2010 a Levi in Finlandia, senza riuscire a concludere la prima manche dello slalom speciale in programma; nella stessa stagione, ai Mondiali di Garmisch-Partenkirchen, è stato 24º nello slalom speciale e non ha completato lo slalom gigante.
Il 23 gennaio 2012 ha ottenuto il suo primo podio in Coppa Europa, nello slalom gigante di Zell am See in Austria (3º). Nella stagione 2012-2013 ha vinto l'Australia New Zealand Cup e ha partecipato ai Mondiali di Schladming, ottenendo il 36º posto nel supergigante, il 17º nello slalom gigante, il 15º nello slalom speciale e il 13º nella supercombinata.

### Stagioni 2014-2025
Nel 2014 ha disputato i XXII Giochi olimpici invernali di Soči 2014, suo debutto olimpico, piazzandosi 28º nel supergigante, 22º nello slalom gigante, 6º nello slalom speciale e 5º nella supercombinata e nella stagione seguente ha bissato il successo nell'Australia New Zealand Cup. Ai Mondiali di Vail/Beaver Creek 2015 è stato 34º nel supergigante, 19º sia nello slalom speciale sia nella combinata e non ha completato lo slalom gigante; il 3 marzo dello stesso anno si è aggiudicato il primo successo in Coppa Europa, vincendo lo slalom gigante svoltosi sulle nevi di Jasná.
All'inizio della stagione 2015-2016 si è aggiudicato la sua terza Australia New Zealand Cup, mentre ai Mondiali di Sankt Moritz 2017 ha vinto la medaglia d'argento nella gara a squadre (partecipando come riserva) e non ha completato né supergigante né la combinata. Ai XXIII Giochi olimpici invernali di Pyeongchang 2018 si è classificato 25º nello slalom gigante, 24º nello slalom speciale, 22º nella combinata e 9º nella gara a squadre; nella stagione successiva ha vinto la sua quarta Australia New Zealand Cup e ai Mondiali di Åre 2019 è stato 5º nella gara a squadre e non ha completato lo slalom gigante e lo slalom speciale, mentre a quelli di Cortina d'Ampezzo 2021 si è piazzato 8º nello slalom gigante. Ai XXIV Giochi olimpici invernali di Pechino 2022 è stato 15º nello slalom gigante, 25º nello slalom speciale e 12º nella gara a squadre, ai Mondiali di Courchevel/Méribel 2023 si è classificato 14º nella gara a squadre, non ha completato lo slalom gigante e non si è qualificato per la finale nel parallelo e a quelli di Saalbach-Hinterglemm 2025 si è piazzato 27º nello slalom gigante.

## Palmarès

### Mondiali
- 1 medaglia:
  - 1 argento (gara a squadre a Sankt Moritz 2017)

### Universiadi
- 1 medaglia:
  - 1 argento (slalom speciale a Trentino 2013)

### Coppa del Mondo
- Miglior piazzamento in classifica generale: 66º nel 2015 e nel 2021

### Coppa Europa
- Miglior piazzamento in classifica generale: 24º nel 2012
- 2 podi:
  - 1 vittoria
  - 1 terzo posto

#### Coppa Europa - vittorie
| Data         | Località | Paese      | Specialità |
| ------------ | -------- | ---------- | ---------- |
| 3 marzo 2015 | Jasná    | Slovacchia | GS         |

Legenda:

GS = slalom gigante

### Australia New Zealand Cup
- Vincitore dell'Australia New Zealand Cup nel 2013, nel 2015, nel 2016 e nel 2019
- Vincitore della classifica di slalom gigante nel 2015 e nel 2016
- Vincitore della classifica di slalom speciale nel 2013, nel 2016 e nel 2019
- 37 podi:
  - 20 vittorie
  - 8 secondi posti
  - 9 terzi posti

#### Australia New Zealand Cup - vittorie
| Data             | Località     | Paese         | Specialità |
| ---------------- | ------------ | ------------- | ---------- |
| 2 agosto 2012    | Mount Buller | Australia     | SL         |
| 3 agosto 2012    | Mount Buller | Australia     | SL         |
| 21 agosto 2012   | Coronet Peak | Nuova Zelanda | SL         |
| 19 agosto 2013   | Coronet Peak | Nuova Zelanda | GS         |
| 25 agosto 2014   | Mount Hotham | Australia     | GS         |
| 26 agosto 2014   | Mount Hotham | Australia     | GS         |
| 27 agosto 2014   | Mount Hotham | Australia     | SL         |
| 28 agosto 2014   | Mount Hotham | Australia     | SL         |
| 3 settembre 2014 | Coronet Peak | Nuova Zelanda | GS         |
| 4 settembre 2014 | Coronet Peak | Nuova Zelanda | GS         |
| 23 agosto 2015   | Perisher     | Australia     | SL         |
| 24 agosto 2015   | Perisher     | Australia     | GS         |
| 29 agosto 2015   | Coronet Peak | Nuova Zelanda | SL         |
| 30 agosto 2015   | Coronet Peak | Nuova Zelanda | GS         |
| 2 settembre 2015 | Coronet Peak | Nuova Zelanda | GS         |
| 20 agosto 2018   | Mount Hotham | Australia     | GS         |
| 22 agosto 2018   | Mount Hotham | Australia     | GS         |
| 24 agosto 2018   | Mount Hotham | Australia     | GSL        |
| 27 agosto 2018   | Coronet Peak | Nuova Zelanda | GS         |
| 30 agosto 2018   | Coronet Peak | Nuova Zelanda | SL         |

Legenda:

GS = slalom gigante

SL = slalom speciale

### Far East Cup
- Miglior piazzamento in classifica generale: 19º nel 2025
- 4 podi:
  - 1 vittoria
  - 3 terzi posti

#### Far East Cup - vittorie
| Data          | Località         | Paese  | Specialità |
| ------------- | ---------------- | ------ | ---------- |
| 26 marzo 2015 | Južno-Sachalinsk | Russia | SL         |

Legenda:

SL = slalom speciale

### Campionati slovacchi
- 18 medaglie[3]:
  - 13 ori (slalom gigante nel 2010; slalom gigante, slalom speciale nel 2012; slalom gigante, slalom speciale, supercombinata nel 2013; slalom gigante, slalom speciale nel 2014; slalom gigante, slalom speciale nel 2016; slalom speciale nel 2018; slalom gigante nel 2023; slalom gigante nel 2025)
  - 2 argenti (discesa libera, supergigante nel 2013)
  - 3 bronzi (slalom speciale, supercombinata nel 2008; slalom speciale nel 2010)

### Campionati slovacchi juniores
- 1 oro (slalom speciale nel 2010)[senza fonte]